# Лазуткин, Дмитрий Михайлович
Дмитрий Михайлович Лазу́ткин (укр. Дмитро Михайлович Лазуткін; род. 18 ноября 1978 Киев, УССР) — украинский телеведущий, спортивный комментатор, поэт. С 2022 года служит в ВСУ. с 2024 - спикер Министерства обороны Украины. Лауреат Национальной премии Украины имени Тараса Шевченко (2024).

## Биография
Закончил Национальный технический университет Украины, работал телеведущим, корреспондентом и спортивным комментатором на украинских телеканалах («Интер» и «Первый Национальный»), инженером-металлургом, юристом, тренером по карате.
За стихи на украинском языке был удостоен премии им. Б.-И.Антонича (2000), премии издательства «Смолоскип» (2002), премии «Благовест». Лауреат конкурса «Гранослов» (2002). Автор книг украинских стихов: «Дахи» («Крыши»; К., 2003), «Солодощі для плазунів» («Сласти для пресмыкающихся»; К., 2005), «Набиті травою священні корови» («Набитые травой священные коровы»; К., 2006), «Бензин» (К., 2008), «добрі пісні про поганих дівчат» («добрые песни о плохих девочках»); К-Под, 2012.
Чемпион Украины по литературному слэму.
Стихи на русском языке публиковались в альманахе «Вавилон», журналах «©оюз Писателей», «Континент», «Волга», «Воздух», сборнике «Легко быть искренним» и др. Книга стихов «Паприка грёз», изданная в 2006 году с предисловием Сергея Жадана, вошла в шорт-лист Русской премии. В 2021 году вышла книга "Трактористы не давите ёжиков" (изд-во "Каяла", Киев). Лауреат III степени международной премии «Содружество дебютов» в 2008 году.
Комментировал Олимпийские игры в Пекине (церемонии открытия и закрытия, бокс, дзюдо), Ванкувере (церемонии открытия и закрытия, кёрлинг, горнолыжный спорт), Лондоне (церемония открытия, бокс, дзюдо) на Первом Национальном, вёл программы «В мире единоборств», «Про регби», «Мужской клуб», «Футбольная самба»(совместно с Фоззи).
Комментирует на телеканале «Интер» бои Владимира и Виталия Кличко, Василия Ломаченко, Флойда Мейвезера и др.
В 2012 вошел в шорт-лист премии «Телетриумф».
Победитель Кубка Европы по элитным боям, Бронзовый призёр Кубка мира по кикбоксингу, Чемпион Украины по контактному каратэ и казацкому бою.

## Публикации на русском языке
- Лазуткин Д. Паприка грёз. / Предисловие С. Жадана. М.: Новое литературное обозрение, 2006. —  Обложка Валентины Новик. ISBN 5-86793-445-4 120 с.